# Super Eurobeat
Super Eurobeat (SEB) ist eine Musik-Compilation zum Thema Eurobeat. Sie wird ausschließlich in Japan verkauft und ist international nur als Import erhältlich. Bis September 2018 erschienen 250 CDs. Die CDs erschienen monatlich bis auf zwei unbestimmte Monate im Jahr, sodass jedes Jahr zehn neue Ausgaben erscheinen konnten.
Seit Volume 250 wurden keine weitere Compilation der Hauptreihe mehr veröffentlicht und es erscheinen nur noch die jährlichen The Best Of Super Eurobeat-Ausgaben.

## Geschichte
Die erste Folge erschien am 21. Januar 1990 und wurde, genau wie Folge 2 bis 8, von Beat Freak veröffentlicht. Seit 1990 werden die CDs von avex veröffentlicht, die 1994 auch Folge 1 bis 8 mit leicht veränderter Trackliste neu auflegten.
Auf älteren Alben (bis Super Eurobeat Vol. 186) erschienen in unregelmäßigen Abständen Non-Stop-Mixe mit bereits erschienenen Titeln, zusammengemixt zu „einem“ Track.
Seit Vol. 187 wurden wieder die Extendeds (ausführliche Ausgaben mit 14 bis 15 langen Songs) eingeführt. Seitdem gibt es auch jedes Jahr eine andere Besonderheit in den Alben.
Die Vol. 191 bis 196 enthielten 13 Extended-Songs und einen Mega-Mix aus allen Liedern der jeweiligen CD. Vol. 197 bis 199 enthielten nur Mega-Mixe, die den Countdown zur Super Eurobeat Vol. 200 einläuten sollten.
Auf den Vol. 201 bis 209 gab es 12 neue Extended-Tracks, einen J-Euro-Remix und einen neu aufgelegten älteren Eurobeat-Song. Seit Super Eurobeat Vol. 211 sind 15 Extended-Songs auf einer CD enthalten, wobei ein Track ein Remix eines älteren Songs ist.
Des Weiteren erscheint in unregelmäßigen Abständen Super Eurobeat presents, auf denen z. B. Weihnachtslieder oder Disney-Songs als Eurobeat-Remix zu hören sind.

## Super Eurobeat in Filmen und Serien
Einige CD-Sammlungen sind aus Serien entstanden. Ein Beispiel dazu ist die Initial D Selection. In dieser CD-Sammlung sind Tracks aus der Serie in einem Album zusammengefasst. So gibt es zu jeder Staffel ein oder mehrere Alben. Aus diesen Alben stammen auch die bekanntesten Eurobeat Songs wie Deja Vu von Dave Rodgers, Running in the 90's von Max Coveri und Gas Gas Gas von Manuel.
Auch der Nachfolger von Initial D, MF Ghost, bedient sich weiterhin des Eurobeat Genres, darunter auch viele Lieder die auf Ausgaben von Super Eurobeat erschienen sind wie z. B. Rainin in my Heart von Melissa White & Ace oder King of the Century von Leslie Parrish (Hierbei handelt es sich um einen Bühnennamen, nicht Leslie Parrish). Unter dem Namen MF GHOST presents Super Eurobeat x Original Soundtrack ist 2024 eine Compilation aus Super-Eurobeat-Liedern, die für MF Ghost remastered wurden, und dem Original Soundtrack der ersten Staffel erschienen.
Des Weiteren finden sich etwaige Hommagen in anderen Animes in Anlehnung an Initial D, die ebenfalls durch Musik von den verschiedenen Compilations begleitet werden.

## Bekannte Lieder und Interpreten aus Super Eurobeat Alben
| Lied                | Jahr | Interpret    | Album                                            |
| ------------------- | ---- | ------------ | ------------------------------------------------ |
| Deja Vu             | 2000 | Dave Rodgers | Initial D Second Stage~D Non-Stop Selection~     |
| Running in the 90's | 1998 | Max Coveri   | Initial D ~D Selection~                          |
| Back on the Rocks   | 1998 | Mega NRG Man | Initial D ~D Selection~                          |
| Midnight Lover      | 2006 | Dusty        | Initial D Fourth Stage D Selection 2             |
| Golden Age          | 2001 | Max Coveri   | Initial D Battle Stage                           |
| The Top             | 2014 | Ken Blast    | Initial D Final D Selection                      |
| Grand Prix          | 2000 | Mega NRG Man | Initial D Second Stage~D Non-Stop Selection~     |
| DDD Initial D       | 2013 | Mega NRG Man | Initial D Fifth Stage Selection                  |
| Beautiful Lover     | 2013 | Powerful T.  | Initial D Fifth Stage Non-Stop D Selection Vol.2 |
| Go Beat Crazy       | 2004 | Fastway      | Initial D Fourth Stage Selection+                |
| Take Me Baby        | 2000 | Mickey B.    | Initial D Super-Eurobeat Best                    |